# Peninsula Arabică
Peninsula Arabică (ar.: شبه الجزيرة العربية) este o peninsulă în Asia de sud-vest, în punctul de întâlnire al Africii cu Asia, fiind predominant deșertică. Peninsula Arabică este o regiune importantă a Orientului Mijlociu, și joacă un rol geopolitic important datorită rezervelor sale de petrol și gaze naturale.
Coastele peninsulei sunt mărginite, la vest, de Marea Roșie și Golful Aqaba; la sud-est de Marea Arabiei (parte a Oceanului Indian); și la nord-est de Golful Oman, Strâmtoarea Hormuz, și Golful Persic. 
Limita sa nordică este definită de zona de coliziune Zagros, o regiune muntoasă unde se întâlnesc plăcile tectonice ale Arabiei și Asiei. Din punct de vedere geografic, se mărginește cu Deșertul Sirian, fără să existe o linie clară de demarcație.
Din punct de vedere politic, Peninsula Arabică e separată de restul Asiei de granițele nordice ale Arabiei Saudite și Kuwaitului.
Următoarele țări sunt considerate o parte a Peninsulei Arabice:
- Bahrain — practic o insulă lângă coasta peninsulei
- Kuwait
- Oman
- Qatar
- Arabia Saudită
- Emiratele Arabe Unite
- Yemen

Cu excepția Yemenului, aceste țări sunt printre cele mai bogate din lume pentru populația lor redusă, datorită rezervelor mari de hidrocarburi.

## Istoria

### Perioada antică
În funcție de particularitățile geografiei și climei, autorii greci și romani au dat nume sugestive regiunilor Arabiei. În perioada elenistică, zona era cunoscută sub numele de Arabia sau Aravia. Romanii au utilizat denumiri diferite pentru trei regiuni distincte: Arabia Petraea (ce cuprindea sudul actualului stat Siria, Iordania, Peninsula Sinai și nord-vestul Arabiei Saudite), Arabia Deserta (cuprinzând interiorul Peninsulei Arabe) și Arabia Felix („Arabia Fericită”, cuprinzând sudul Peninsulei, inclusiv Yemenul modern).

### Perioada modernă

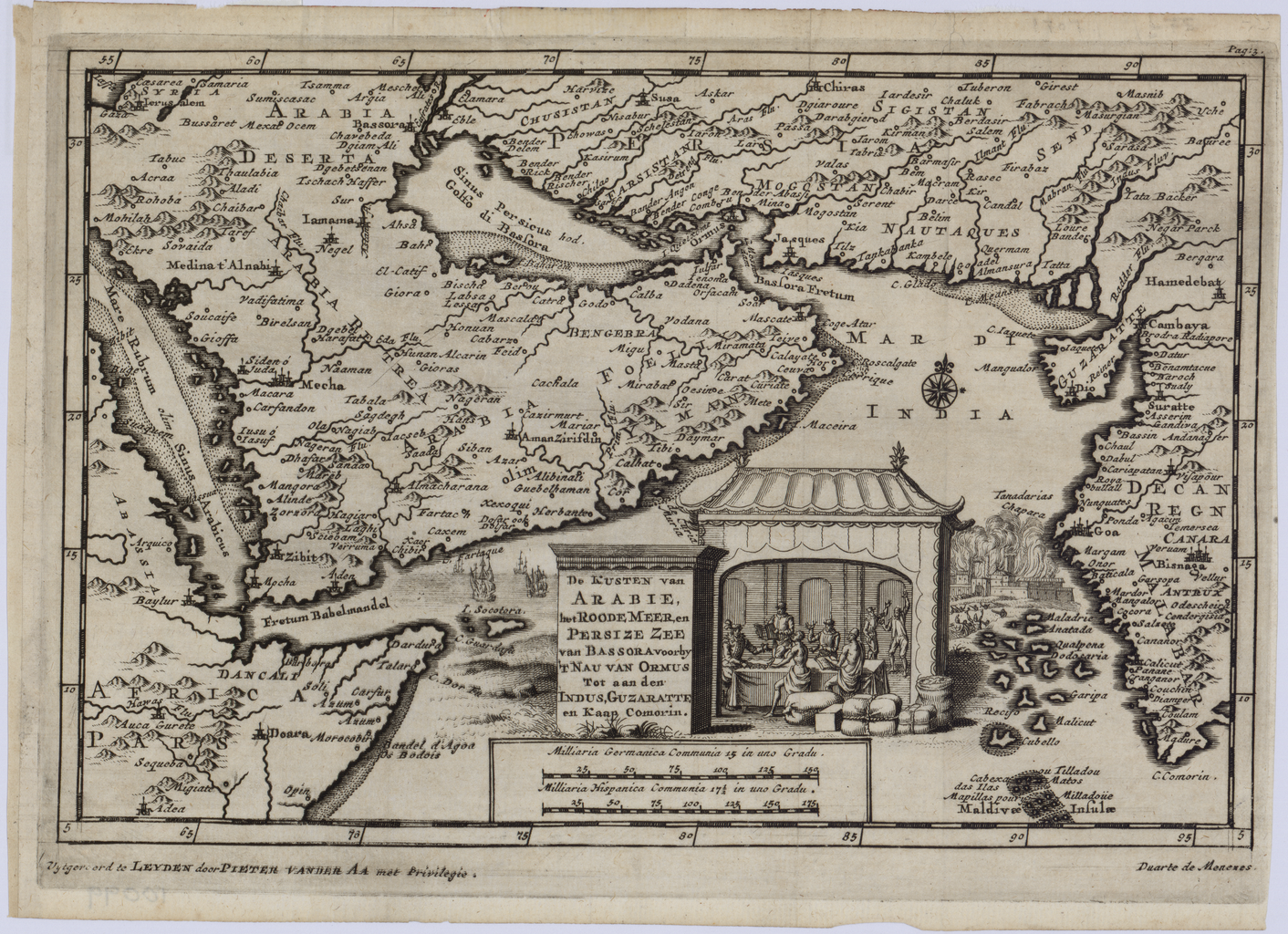
Coasta al Arabiei Marea Roșie, și în Marea persană a Bassora trecut Strâmtoarea Hormuz de la India, Gujarat și Comorin Capul este o hartă din 1707 arată Pennisula arab de la Digital World Biblioteca

Arabia Saudită acoperă cea mai mare parte a peninsulei. Cea mai mare parte a populației peninsulei locuiește în Arabia Saudită și în Yemen. Peninsula conține cele mai mari rezerve de petrol din lume. Aici se află orașele sfânte ale islamului, Mecca și Medina, ambele în Arabia Saudită. Emiratele Arabe Unite și Arabia Saudită sunt din punct de vedere economic cele mai bogate din regiune. În Qatar, o mică peninsulă în Golful Persic, pe peninsula mai mare, emite cunoscuta televiziune de limbă arabă Al Jazeera. Kuwait, la granița cu Irak, a fost revendicat ca fiind o provincie irakiană și a fost invadat de Saddam Hussein în timpul primului Război din Golf; este o țară importantă din punct de vedere strategic, fiind una din principalele baze de pregătire ale forțelor coaliției în timpul invaziei Irakului din 2003.
Peninsula este considerată locul de origine al popoarelor proto-semitice, strămoși ai tuturor popoarelor semitice — akkadienii, arabii, asirienii, evreii, etc. Din punct de vedere lingivstic, peninsula a fost leagănul limbii arabe (răspândită și dincolo de peninsulă de religia islamică în timpul expansiunii islamului începând cu secolul VII d. Hr. deși unele populații mai mici încă vorbesc limbi semitice, precum mehri sau shehri, rămășițe ale unei familii lingvistice de mare importanță în trecut, când regatul Saba era înfloritor în partea sudică a peninsulei (Yemenul și Omanul modern).

## Geografia
Din punct de vedere geologic, regiunea ar trebui denumită Subcontinentul Arabiei deoarece se află situat pe o placă tectonică proprie, Placa Arabiei, care se deplasează constant la nord-est, depărtându-se de Africa (formând Marea Roșie) și la nord-est în Placa Eurasiei (formând Munții Zagros).
Peninsula e formată din:
1. un platou central, cu văi fertile și pășuni folosite pentru creșterea oilor și a altor animale.
2. mai multe deșerturi, Nefud în nord; Rub' Al-Khali sau Marele Deșert al Arabiei, deșert similar Saharei; și între ele, Deșertul Dahna.
3. coaste uscate sau mlăștinoase cu recife de corali în partea dinspre Marea Roșie
4. lanțuri muntoase, majoritatea paralele cu Marea Roșie, la capătul vestic (ex. Provincia Asir) și sud-estic (Oman). Cel mai înalt vârf, Jabal Al-Nabi Sho'aib din Yemen, are 3666 m înălțime.

Arabia are puține lacuri sau râuri permanente. Apa este drenată de cursuri temporare, numite wadi, care sunt uscate, cu excepția sezonului ploios. Pânza de apă freatică este însă prezentă sub cea mai mare partea a peninsulei, și acolo unde iese la suprafață se formează oaze (ex. oazele Al-Hasa și Qatif) și permite practicarea agriculturii. Climatul este foarte cald și de arid, iar peninsula nu are păduri, și viața sălbatică este adaptată condițiilor de deșert.
Un platou cu o înălțime de peste 800 m se întinde peste cea mai mare parte a Peninsulei Arabice. Platoul coboară spre est, de la înălțimile masive de-a lungul coastei Mării Roșii către apele puțin adânci ale Golfului Persic. Interiorul este caracterizat de cuestas și văi, drenate de un sistem de wadi. O semilună de deșerturi de nisip și pietriș se întinde către est.
Ar Rub' al Khali, cunoscut și ca Sfertul Gol, este cea mai aridă parte a Peninsulei Arabice. Este cel mai mare deșert de nisip neîntrerupt de pe glob. Dunele de nisip de până la 40 km merg pe linia nord-est - sud-vest.

## Economia
Cea mai mare parte a Peninsulei Arabice este nepotrivită pentru: agricultură, proiectele de irigație și de fertilizare a solului fiind astfel esențiale. Câmpia de coastă, îngustă, și oazele izolate, însumând sub 1% din suprafață, sunt cultivate cu cereale, cafea și fructe exotice. Creșterea caprelor, oilor și cămilelor este foarte răspândită în regiune.
Solurile fertile din Zemen au încurajat folosirea aproape a întregii suprafețe de pământ, de la nivelul mării până în munți, la 3000 de metri. În zonele mai înalte au fost construite terase, pentru a ușura cultivarea recoltelor.
Extracția și rafinarea petrolului și gazelor naturale reprezintă principalele activități industriale din Peninsula Arabică. Regiunea are de asemenea un sector al construcțiilor deosebit de activ, numeroase orașe reflectând dezvoltarea generată de industria petrolieră. Sectorul serviciilor este dominat de instituțiile financiale și tehnice, care, asemena sectorului construcțiilor, deservesc industria petrolieră. Meșteșugurile tradiționale, precum țesutul covoarelor, sunt practicate încă în zonele rurale.